# دراغو غيرفيه
دراغو غيرفيه (بالكرواتية: Drago Gervais)‏ هو شاعر كرواتي، ولد في 18 أبريل 1904، وتوفي في 3 يوليو 1957 بسبب حادث مرور.